# Čedovo
Čedovo (cyr. Чедово) – wieś w Serbii, w okręgu zlatiborskim, w gminie Sjenica. W 2011 roku liczyła 70 mieszkańców.